# Después del frío
Después del Frío es un álbum de la banda venezolana "POSTER" de música Pop rock, fue lanzado al mercado por el sello discográfico Columbia Records en el año de 1991.

## Lista de canciones
| N.º   | Título                     | Escritor(es)                                   | Duración |  |
| 1.    | «El arte de amarte»        | Iker Gastaminza y Alexis Peña                  | 4:19     |  |
| 2.    | «Edenia»                   | Iker Gastaminza y Alexis Peña                  | 4:21     |  |
| 3.    | «En el medio»              | Iker Gastaminza, Alexis Peña y Cecilio Perozzi | 3:36     |  |
| 4.    | «No te alejes más»         | Iker Gastaminza y Alexis Peña                  | 4:18     |  |
| 5.    | «Súbete»                   | Cecilio Perozzi                                | 4:08     |  |
| 6.    | «Encadenado a tu libertad» | Iker Gastaminza, Alexis Peña y Cecilio Perozzi | 3:40     |  |
| 7.    | «Vida ilegal»              | Iker Gastaminza y Alexis Peña                  | 4:06     |  |
| 8.    | «Parado en la torre»       | Cecilio Perozzi                                | 3:47     |  |
| 9.    | «Toda una vida»            | Iker Gastaminza y Alexis Peña                  | 4:32     |  |
| 10.   | «Pueblo»                   | Iker Gastaminza y Alexis Peña                  | 4:12     |  |
| 40:59 |                            |                                                |          |  |

## Músicos de Poster
- Alexis Peña: Voz líder.
- Iker Gastaminza: Teclados.
- Tony Olivieri: Bajo.
- Cecilio Perozzi: Guitarra.

## Músicos invitados
- Greg Schwabe: Batería.
- David Lebón: Guitarra acústica (en el tema "No te alejes más").

- Datos: Q5804428